# Kritik av islam
Kritik av islam har existerat sedan religionens tillkomst. Kritiken riktas mot Koranen och Haditerna, mot Muhammeds personliga moral och mot islam som trosuppfattning. I dag kommer kritiken från olika områden och kulturer, från väst (ateister, kristna såväl som judar) liksom från intellektuella inom den muslimska kulturen och från före detta muslimer. Kritik av islam som politiskt system och islamsk lag kommer bland annat från sekulära och liberala muslimer (som vill skilja på religion och politik) och från organisationer som verkar för mänskliga rättigheter. Islamisk terrorism drabbar främst befolkningen i muslimskt dominerade länder och kritiseras bland annat av moderata muslimer.
Saklig islamkritik ska inte sammanblandas med islamofobi och islamfientlighet, som är negativt laddade begrepp och åsyftar konspirationsteorier, hat och fördomar.

## Historia
En tidig kritik kom från manikéer, zoroastrier och kristna före år 1000. I synnerhet iranska intellektuella, såsom Ibn al-Muqaffa, Fakhr al-din Razi och Ibn al-Rawandi, vilka hade konverterat till islam lade fram systematisk kritik mot islams grundläggande dogmer. Fritänkaren Ibn al-Rawandi lämnade öppet islam för religiös skepticism, vilket ledde till att hans skrifter brändes på bål. De kristna kritikerna uppfattade islam som en heretisk form av kristendom.
Från och med slutet av 1700-talet har intellektuella i muslimska länder börjat ifrågasätta islams roll och funktion i samhället. Medan vissa kritiker nöjde sig med att kritisera avarter av religionen hävdar andra att islam i sig är ett hinder för modernitet och utveckling. Till den senare gruppen hör bland annat den iranske tänkaren Ahmad Kasravi, författare till flera islamkritiska böcker som framhåller människans förnuft och värdighet. Kasravi valde att öppet avfärda islam. Även europeiska tänkare, såsom David Hume i Of the Standard of Taste tar upp kritik mot islam.

## Vanlig kritik
Bland det som islam ofta kritiseras för finns dess anhängares hantering av kritik, den attityd som ofta uppvisas mot det som uppfattas som kätteri och behandlingen av avfällingar i den islamiska lagen (shariah).

### Kristen och judisk kritik
I ett samtal mellan några judar och en kristen kring år 634, nedtecknat i en kristen antijudisk skrift, säger deltagarna att "en falsk profet har visat sig bland saracenerna. ... Han  förvillar, ty kommer profeter med svärd och häststridsvagn? ... Du kommer inte att finna något sant från nämnda profet annat än mänsklig blodsutgjutelse." Kristna och judiska företrädare har sedan dess spridit denna bild av Islam som villolära och ett religiöst hot mot kristendom och milititärt hot mot västvärlden. De har beskrivit Muhammed med negativa stereotyper, exempelvis om att han inte var uppriktigt när han kallade sig profet, falsk profet eftersom han inte har gjort något mirakel, kättare, Antikrist och vilddjuret. Thomas Aquinas kritiserade Muhammeds löften om köttsligt nöje i livet efter detta. Petrus Venerabilis kallade Mohammed sexuellt njutningslysten och mördare. Martin Luther kallade honom en Djävul och Satans förstfödde (men menade att påven var värre).
En mer avslappnad syn på Muhammed, och orientalismens välvilliga syn på den Islamiska guldåldern och kulturen, har utvecklats i västvärlden först i modern tid, efter att de islamiska imperierna upphörde att vara ett akut militärt hot mot Europa. Den romersk-katolska kyrkans syn, som den återges i 1910 år Catholic Encyclopedia, är att "motstridiga åsikter har uttryckts av forskare under de senaste tre århundraden" om Muhammeds "moral och uppriktighet", eftersom "många av dessa yttranden är vinklade antingen genom extremt hat mot islam och dess grundare eller genom en överdriven beundran kombinerat med ett hat mot kristendomen."
Bland kristen sionism och högerkristna beskrivs islam som fundamentalt annorlunda både judendom och kristendom. I denna kontext har en hypotes spridits under 1990-talet om att namnet Allah skulle ha sitt ursprung i den arabiska månguden(en) Hubal, och ursprungligen inte skulle avse samma Gud som de andra abrahamitiska religionernas gud. Hypotesen föreslogs av Hugo Winckler 1901. Den har ifrågasatts av dagens forskare, eftersom arabisk litteratur tydligt skiljer på Allah och Hubal, och koranen beskriver Allah som Abrahams och de andra judiska och kristna profeternas Gud, och eftersom arabvärldens kristna kallar kristendomens Gud för Allah.

### Kritik av Koranen
Det här avsnittet är helt eller delvis baserat på material från  engelskspråkiga Wikipedia, Criticism of the Quran, 14 augusti 2016.
Även själva Koranen kritiseras, dess moralsyn och historiska tillförlitlighet. Kritik mot olika aspekter av islam, såsom Koranens geocentriska världsbild, har även framförts av muslimer själva.
Kritiker av Koranen har bland annat hävdat:
- Koranen innehåller flera vetenskapliga fel.[16][17]
- Koranen innehåller ett antal verser som motsäger varandra.[18]
- Koranen innehåller kosmologiska förklaringar som är felaktiga.[19]
- Det finns inget "mirakulöst" nytt i Koranen.[19] (Dock red profeten Muhammed till himlen på den bevingade hästen Buraq enligt muslimsk tro.)
- Koranen är inget original i sig utan innehåller influenser från flera olika religioner som visar dess källa, bland annat judendomen, kristendomen, zoroastrism, mandeism och samariterna.[20]
- De äldsta skrifterna av Koranen som påvisats (kallas för Sana'a-manuskripten) skiljer sig ifrån den traditionella versionen. Kritikerna menar att detta indikerar att texten (liksom Bibeln) förändrats med tiden.[21]

## Sharialagar och islamism
Islam är inte bara en personlig trosuppfattning, utan de religiösa urkunderna innefattar också föreskrifter om lagar, så kallad sharia, och andra politiska aspekter. Kritik framförs ofta i etablerad västerländsk media och av människorättsorganisationer mot att sharialagarna och dess tolkningar skiljer sig mycket från etiska normer om mänskliga rättigheter. En tydlig majoritet av muslimer i muslimskt dominerade länder är emellertid positivt inställda till sharia, men inställningen till hur sharia ska tolkas varierar. Införandet av sharia är ett mål för islamistiska rörelser (det vill säga politisk islam) i många muslimskt dominerade samhällen, men även i västvärlden genom muslimska skiljedomstolar. Vanliga argument är att plikter att utöva religion och de stränga straffen förväntas minska kriminalitet, korruption och regimers förtryck, och ge ett rättvist samhällssystem såsom rättvisebegreppet definieras inom Islam. Teologiskt liberala och sekulära muslimer (troende som vill skilja på religion och politik) kritiserar islamistiska rörelser och är ofta motståndare till försök att införa sharia, men ser islamisk lag som avsedd för en annan tid och plats i historien.
De stränga hududstraffen, med offentliga avrättningar, stening, stympning och piskstraff istället för fängelsestraff uppfattas som obarmhärtigt i västvärlden, och har också ett varierande stöd bland den muslimska befolkningen i olika länder.
Även om Islams införande på 600-talet i allmänhet avsevärt förbättrade kvinnans svaga ställning i arabiska stamkulturer, så kritiseras sharia idag för att konservera patriarkala strukturer och könsroller inom islam, och leda till diskriminering och förtryck av kvinnor. Detta eftersom döttrar bara ärver hälften så mycket som söner, och kvinnors rörelsefrihet och möjligheter att utbilda sig är begränsad i vissa länder som praktiserar sharia. Berättelser om kvinnor som dömts för otrohet efter att ha blivit våldtagna har flera gånger gett upphov till proteststormar mot regimer som praktiserar sharia.
Sharialagarna kritiseras för att leda till förtryck av oliktänkande och hindrande av åsiktsfrihet, genom att lagarna föreskriver bestraffning av homosexualitet och av konvertering från islam, genom att anhängare av andra religioner i vissa länder tvingas att följa lagarna, och genom att religiösa ledare ostraffat kan utfärda fatwor som uppmanar till mord på islamkritiker. Religiös förföljelse mot andra religioner, främst kristna, är vanligt förekommande i bland annat Egypten. Judar och muslimer har historiskt haft en relativt fredlig relation, men antisemitiska konspirationsteorier fått spridning i islamistiska sammanhang. 
Många muslimska länder förbjuder även apostasi och i tio av länderna kan det leda till dödsstraff. Idag är ateism ett brott i tretton länder: Iran, Afghanistan, Somalia, Sudan, Saudiarabien, Indonesien, Pakistan, Qatar, Förenade Arabemiratten, Jemen, Nigeria, Maldiverna och Malaysia.

## Anhängare av religionen

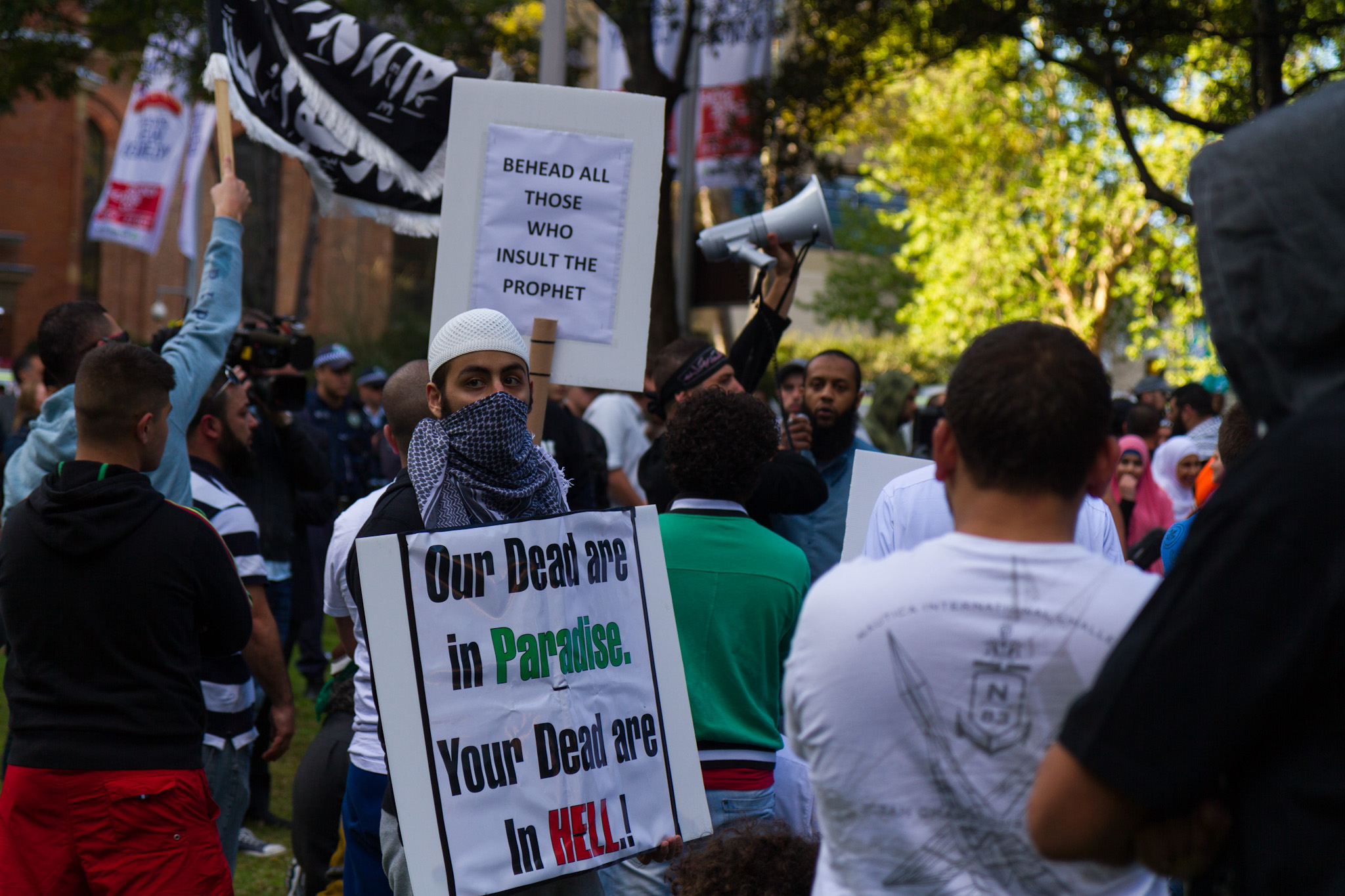
Muslimska demonstranter som motsätter sig kritik av islam.

Det händer att kritiker av islam och islamism bemöts med våld och hot ifrån anhängare av religionen, i officiell form till exempel genom utfärdande av fatwor (religiösa domar). Uppmärksammade fall är dödsdomen mot författaren och islamkritikern Salman Rushdie, attentatet mot Charlie Hebdo, attentatet i Köpenhamn 2015 mordet på filmskaparen Theo van Gogh, de hot som uttalades efter Muhammedbilderna i Jyllands-Posten. och anklagelserna mot Nasr Abu Zayd som var en egyptisk muslimsk teolog och som ansågs ha skilt sig från sin fru eftersom hans teologiska hållning var annan än den som den egyptiska staten förordade 1993.
På senare tider har även kritik riktats mot synen på mänskliga rättigheter inom islam och muslimska länder, kvinnors behandling juridiskt sett (shariah) och i vardagen samt mot försvårande av integration av muslimska invandrare i västerländska länder.
Detta handlar då om vissa anhängare. Samtidigt finns det runt om i världen muslimer som tar avstånd från våldshandlingar och speciellt om det är i religionens namn. I slutändan är handlingar av anhängare inte direkt kopplat till religionen, även om man kan anse att dess urkunder propagerar för våldshandlingar mot kritiker. Vissa politiska och sociala element kan skapa grogrund för ett tankesätt som leder till våld. Försvarare menar att denna del inte är en kritik av egentlig Islam, utan en kritik mot dess anhängare, andra menar att det är en kritik mot fundamentaliska inriktningar som utvecklades på 1800- och 1900-talet. Islamkritik är en historisk och litteraturvetenskaplig redogörelse av Islam, medan kritik av muslimers handlingar kan ha vissa religiösa element men studeras mer utifrån politik och sociala förhållande.

## Svensk debatt
I svensk debatt har kritik riktats mot den hederskultur som förekommer i arabvärldens stamsamhällen med religiösa ledares välsignelse,[källa behövs] och som kritikerna menar även är utbredd bland både muslimska konservativa och fundamentalister i invandrartäta områden i Sverige. Framträdande kritiker av hedersförtryck är föreningarna Glöm aldrig Pela och Fadime och Varken hora eller kuvad, liksom de feministiska muslimerna Nalin Pekgul och Hanna Gadban, konvertiten Mona Walter samt Sara Mohammad, Amineh Kakabaveh, Maria Rashidi och Nima Dervish.
Den svenska hedersdebatten har anklagats för att präglas av oproportionerlig islamkritik och för att leda till stigmatisering av och fördomar mot en minoritetskultur. Ett exempel på det är den debatt som blossade upp i och med att Hanna Gadban fick Södertörns högskolas Alumnpris 2013. Socialdemokrater för tro och solidaritet kritiserade den bild som Hanna Gadban gav av muslimer i Sverige och kallade Gadbans uttalande för hets mot muslimer. Feministiskt initiativ vill att mer resurser visserligen ska läggas på arbetet mot hedersvåld, men varnade samtidigt för att kritiken om hedersvåld generaliseras till ett kulturellt problem hos hela folkgrupper. Andra som engagerade sig i debatten var bland andra Sveriges unga muslimer, Svenska muslimer för fred och rättvisa, Muslimska mänskliga rättighetskommittén, med flera.  
TT, Sydsvenskan och SVT har varnat för att använda begreppet islamkritik om rasistiska och islamofoba texter.
Under det så kallade Hijabupproret hösten 2013 klädde sig många svenska kvinnor, även icke-muslimer, i slöja för att försvara muslimska kvinnors rätt till sin muslimska identitet utan att bli trakasserade och misshandlade.
Debattörer har både försvarat och kritiserat den provokativa konst av Lars Vilks som riktar sig mot muslimer, och enligt honom själv syftar till kränkning. Vissa beskriver konsten som mobbning av en utsatt grupp och menar att Vilks stärkte rasism och islamofobi men gjorde obetydliga bidrag för yttrandefriheten. Vilks försvarare betraktar hans satir som ett befogat ställningstagande för yttrandefrihet och mot religiös fundamentalism..